# سروستان (بوانات)
سروستان، مرکز دهستان سروستان روستایی از توابع بخش مزایجان شهرستان بوانات در استان فارس ایران است.

## جمعیت
این روستا در دهستان سروستان قرار دارد و براساس سرشماری مرکز آمار ایران در سال ۱۳۸۵، جمعیت آن ۴۳۱ نفر (۱۲۶خانوار) بوده‌است.